# 库尔科·李
库尔科·李（英語：Kurk Lee，1967年6月3日—），美国NBA联盟前职业篮球运动员。